# جرم مولکولی
جرم مولکولی(به انگلیسی: molecular mass) جرم یک مولکول معین است: آن را در دا یا یو (Da یا u) اندازه‌گیری می‌کنند. مولکول‌های مختلف یک ترکیب ممکن است جرمهای مولکولی مختلفی داشته باشند زیرا حاوی ایزوتوپ‌های مختلف یک عنصر هستند. مقدار مربوط به جرم مولکولی نسبی، همان‌طور که توسط IUPAC تعریف شده‌است، نسبت جرم یک مولکول به واحد جرم اتمی واحد (که به آن دالتون نیز گفته می‌شود) است و بدون واحد است. جرم مولکولی و جرم مولکولی نسبی از جرم مولار متمایز هستند اما با آن ارتباط دارند. جرم مولی به عنوان جرم یک ماده معین تقسیم بر مقدار یک ماده تعریف شده و در گرم / مول بیان می‌شود. در هنگام برخورد با مقادیر ماکروسکوپی (قابل وزن سازی) ماده، معمولاً جرم مولی مناسب تر است.
تعریف وزن مولکولی از نظر مقتدرانه با جرم مولکولی متافوت است. با این حال، معمولاً، همچنین از واحدهایی که در رابطه با آن استفاده می‌شود بسیار متغیر است. بسیاری از منابع مقدماتی متداول از g / mol استفاده می‌کنند و به‌طور م itثر آن را به عنوان مترادف جرم مولی تعریف می‌کنند، در حالی که منابع معتبرتر از Da یا u استفاده می‌کنند و تعریف آن را با جرم مولکولی نزدیکتر می‌کنند. حتی وقتی از وزن مولکولی با واحدهای Da یا u استفاده می‌شود، غالباً به عنوان میانگین وزنی مشابه جرم مولی اما با واحدهای مختلف است. در زیست‌شناسی مولکولی، از وزن ماکرومولکول‌ها به عنوان وزن مولکولی آنها یاد می‌شود و در kDa بیان می‌شود، اگرچه مقدار عددی اغلب تقریبی و نمایانگر یک میانگین است.
اصطلاحات جرم مولکولی، وزن مولکولی و جرم مولی اغلب به جای هم در مناطقی از علوم استفاده می‌شوند که تمایز بین آنها مفید نیست. در سایر زمینه‌های علمی، تمایز بسیار مهم است. جرم مولکولی معمولاً هنگام مراجعه به جرم یک مولکول منفرد یا خاص کاملاً مشخص و معمولاً کمتر از وزن مولکولی هنگام مراجعه به میانگین وزنی یک نمونه استفاده می‌شود. قبل از تعریف مجدد در سال ۲۰۱۹ مقادیر واحد پایه SI بیان شده در دالتون (Da یا u) از نظر عددی معادل مقادیر مشابه دیگری بود که در واحد g / mol بیان شده بود و بنابراین از نظر عددی کاملاً قابل تعویض بودند. پس از تعریف جدید ۲۰ مه ۲۰۱۹، این رابطه تقریباً معادل است.
برای تعیین ترکیب عناصر در مولکول می‌توان از جرم مولکولی مولکول‌های کوچک تا متوسط که با طیف‌سنجی جرمی اندازه‌گیری می‌شود، استفاده کرد. توده‌های مولکولی ماکرومولکول‌ها مانند پروتئین‌ها را می‌توان با طیف‌سنجی جرمی نیز تعیین کرد. اگرچه داده‌های طیف‌سنجی کریستالوگرافی یا جرم در دسترس نیستند، برای تعیین جرم مولکولی از روش‌های مبتنی بر ویسکوزیته و پراکندگی نور نیز استفاده می‌شود.